# Nguen
Nguen est un village de la région du Centre du Cameroun. Il est localisé dans l'arrondissement (commune) de Minta, département de la Haute-Sanaga. On y accède par la piste rurale qui lie Yaoundé à Bertoua.

## Population et société
En 1963, la population de Nguen était de 564 habitants. Nguen comptait 731 habitants lors du dernier recensement de 2005. La population est constituée pour l’essentiel de Bamvele.